# Le Silence de la mer (film, 1947)
Pour les articles homonymes, voir Le Silence de la mer (homonymie).
Pour l’article homonyme, voir Le Silence de la mer (film, 2004).
 (novembre 2017).
Si vous disposez d'ouvrages ou d'articles de référence ou si vous connaissez des sites web de qualité traitant du thème abordé ici, merci de compléter l'article en donnant les références utiles à sa vérifiabilité et en les liant à la section « Notes et références ».
Pour plus de détails, voir Fiche technique et Distribution.
Le Silence de la mer est un film de Jean-Pierre Melville, adapté de la nouvelle de Vercors, tourné en 1947 et sorti en 1949.
Ce film eut une grande influence sur la Nouvelle Vague.

## Résumé
Un homme d'une soixantaine d'années demeure avec sa nièce dans une maison du Dauphiné, dans la France occupée pendant la Seconde Guerre mondiale. La Kommandantur envoie un officier allemand loger chez eux, en zone libre. Le père de cet officier, militaire également, avait lui connu la défaite de l'Allemagne face à la France, à l'issue de la Première Guerre mondiale.
Pendant plusieurs mois, l'officier, compositeur de musique dans sa vie civile, tout imprégné de culture française, essaie d'engager, en dépit d'un silence immuable, un dialogue avec ses hôtes. Par ses visites quotidiennes du soir, d'abord en tenue militaire, puis en tenue civile, pour réduire aux yeux de ses hôtes, l'impression d'occupation, il fait partager, sous divers prétextes, à l'oncle et à la nièce, son amour de la France, de la littérature, de la musique, de sa nature, et son espoir de voir naître du rapprochement entre la France et l'Allemagne une grande Europe. Progressivement, une passion toujours tue se noue entre la nièce et l'officier. Ce dernier essaie par force de métaphores peu dissimulées d'éteindre l'indifférence et le mépris qui lui sont réservés. Il tentera de faire comprendre à la jeune femme, les sentiments qu'il éprouve pour elle, en évoquant l'histoire de La Belle et la Bête, et ceci en présence de son oncle, qui n'est pas dupe des sentiments qu'ils éprouvent l'un pour l'autre et auxquels il consent secrètement, voyant que l'officier allemand possède une âme noble.
Au cours d'une permission à Paris, une conversation avec des amis lui apprend d'abord que la collaboration n'est qu'un prétexte pour détruire la culture française, dangereuse pour l'affirmation du nazisme en Europe. Ensuite, il découvre l'existence des camps d'extermination et voit sous un jour nouveau ses amis d'avant-guerre et en particulier un ami avec qui il avait étudié à Stuttgart, qui faisait de la poésie et qu'il avait toujours considéré comme un homme sensible, et qui s'avère être finalement un nazi fanatique. De retour en province, il aperçoit affichée dans une gare, une annonce qui déclare qu'à la suite de la mort d'un soldat allemand par la Résistance, plusieurs Français dont les noms figurent sur la pancarte, ont été fusillés en mesure de représailles. Gêné par cette mesure, il cesse de rendre visite à ses hôtes, bien qu'il continue de rentrer tous les soirs dans sa chambre, en évitant de se faire remarquer. Peu de temps après, il décide de quitter la France, pour partir se battre sur le front de l'Est.
Un soir, après avoir revêtu son uniforme dans sa chambre avant de se présenter devant ses hôtes, symbolisant ainsi la distance qui les sépare et l'impossibilité pour lui d'espérer être accepté par eux au vu de la tournure des événements, il leur présente, confus, les raisons de sa décision et après avoir conclu son discours par un adieu. La nièce lui parlera alors pour la première et dernière fois en lui adressant elle aussi, troublée, un adieu à peine audible. Le lendemain à l'aube, sur le départ, il découvre une coupure de presse d'Anatole France laissée à dessein par l'oncle énonçant qu' « il est beau qu'un soldat désobéisse à des ordres criminels ». Torturé en son for intérieur, et se rendant compte en relevant les yeux, que l'oncle se trouvait dans la pièce au moment où il lisait ce message, il n'en part pas moins, résigné, car la France qu'il admirait tant et dans laquelle il espérait trouver une place, ne pouvait dorénavant le voir, malgré toutes ses tentatives, que comme un ennemi.

## Fiche technique
- Réalisation : Jean-Pierre Melville
- Scénario : d'après la nouvelle de Vercors
- Adaptation et dialogues : Jean-Pierre Melville
- Assistants réalisateur : Jacques Guymont, Michel Drach
- Directeurs de la photographie : Luc Mirot, André Villard puis Henri Decaë
- Montage : Jean-Pierre Melville, Henri Decaë
- Costumes : Tranouez
- Musique : Edgar Bischoff avec le grand orchestre des concerts Colonne sous la direction de Paul Bonneau
- Son : Jacques Carrère
- Production : O.G.C, Jean-Pierre Melville
- Producteur délégué : Marcel Cartier
- Directeur de production : Edmond Vaxelaire
- Distribution : Panthéon
- Durée : 86 minutes

## Distribution
- Howard Vernon : Werner von Ebrennac
- Nicole Stéphane : la nièce
- Jean-Marie Robain : l'oncle
- Ami Aaroë : la fiancée de Werner
- Georges Patrix : l'ordonnance de Von Ebrennac
- Denis Sadié : l'ami S.S de Werner
- Ruedelle : un officier allemand. Il ne s'agit pas de Roger Rudel, mais de Tony Ruedelle, spécialiste avec Jo Dest, des rôles d'officiers allemands grassouillets.
- Max Fromm (crédité Fromm) : l'officier allemand à la Kommandantur
- Claude Vernier (crédité Vernier) : un officier allemand
- Max Hermann : un officier allemand
- Fritz Schmiedel (crédité Schimiedel) : un officier allemand
- H. Cavalier
- D. Kandler

## Genèse et élaboration du film
L'idée de faire ce film vint à Melville du jour où il lut le livre sous les bombes à Londres. C'est Jean-Paul de Dadelsen qui le lui avait donné. Il était en anglais sous le titre de Put out the light.
Après la guerre, lorsqu'il décida de se mettre au travail, il lui fallait d'abord acquérir les droits du livre. C'est cette démarche qui lui fait retrouver Jean Pierre-Bloch, ancien ami d'enfance. Première complication, Louis Jouvet l'avait précédé dans l'adaptation et en avait demandé les droits avant Melville. Résolu à ne pas abandonner à peine lancé, il use de force arguments pour convaincre Bloch de lui accorder les droits à la place de Jouvet dont le seul dessein était d'interpréter von Ebrennac à cause de la phrase de Vercors « Je pris garde à sa ressemblance surprenante avec l'acteur Louis Jouvet ». Peine perdue, les droits ne lui sont pas accordés. Il va donc voir Vercors lui-même pour saisir sa dernière chance. Nouvel échec. Malgré tout, il sort de chez l'auteur en s'étant porté garant de brûler le négatif si, une fois le film terminé et projeté devant un jury de résistants, une seule voix s'élevait contre le film.
Les difficultés ne font que commencer. Melville ne put entrer dans la profession par la voie traditionnelle. De plus, sa maison de production ne lui avait délivré, étant donné qu'il n'avait ni droits d'adaptation du livre, ni carte syndicale de réalisateur (ne voulait pas être syndiqué), aucun bon de déblocage de pellicule, ces bons étant indispensables pour obtenir le précieux matériau. De ce fait, Melville se trouve démuni de toute aide, notamment financière.
Toutefois, Melville trouva une aide de fin de film, le laboratoire GTC dirigé par un ancien résistant, André Colling. Celui-ci lui fit confiance, ne lui demanda pas de traites et lui prêta son laboratoire à titre gratuit contre remboursement futur.
Le montage se fit dans le dénuement le plus total. Melville travaillait avec Henri Decaë sur son Continsouza dans une chambre d'hôtel. L'appareil chauffait et à chaque arrêt brûlait la dernière image, puisqu'une partie du film est en 35 mm flamme. Aucun rush n'avait été projeté faute de moyens, ce qui faisait que Melville devait inspecter à l'œil nu les négatifs livrés chaque soir. Cette période reste un bon souvenir pour le metteur en scène qui précise :
« Pendant un an – le plus heureux de ma vie, je dois le dire – nous avons été plongés dans la misère la plus totale. Mais la sensation de réaliser quelque chose d'important, tout en étant démunis, était merveilleuse. C'est tellement idiot mais tellement vrai que je crois qu'il n'est pas nécessaire d'espérer pour entreprendre, ni de réussir pour persévérer. J'ai toujours eu cette devise : « Ne sachant pas que c'était impossible, je l'ai fait. ». J'ai certes connu des moments de découragement mais il fallait du courage, il faut bien l'admettre, pour tenir bon jusqu'au bout sans se laisser intimider par chaque sorte de menace et de critique. »
Le choix des comédiens, peu nombreux, fut rapide. La coïncidence pour Jean-Marie Robain, ancien ami ; des relations de famille pour Nicole Stéphane ; le film d'Henri Calef, Jericho, pour Howard Vernon. La maison de Vercors s'imposa pour des raisons artistiques et aussi parce que Vercors en avait fait lui-même la proposition à Melville lors de leurs rencontres. Vercors se le vit reprocher par la suite par des résistants qui affirmaient qu'en fait il devait être d'accord de vendre ses droits considérant les facilités données au metteur en scène. Il prit la défense de Melville en déclarant que ce dernier partait déjà à l'aventure seul et qu'à défaut de l'encourager, il ne voulait pas au moins le handicaper un peu plus.
L'hostilité des occupants et de l'entourage n'arrangea rien. Par exemple, le premier jour de tournage, c'est Emmanuel d'Astier, ministre, à qui Vercors avait prêté sa maison, qui les accueille avec mépris. Le dernier jour, la femme de Vercors s'indignait du désordre qui régnait chez elle en s'exclamant : « Cette maison a connu l'Allemand, mais l'Allemand l'avait respectée, lui ! ».
Le tournage se fragmenta en plusieurs séries de jours, faute de moyens. L'unique électricien machiniste aida Melville à louer le matériel et l'autocar qui emmenait l'équipe dans la maison de Vercors à Villiers-sur-Morin. Le film n'était pas assuré (sauf le négatif) et aurait pu de ce fait ne jamais être achevé.
Melville raconte quelques-unes de ces péripéties aux Cahiers du cinéma :
« Dans Le Silence j'avais essayé plusieurs opérateurs, je les usais. Le premier était Luc Mirot. Au bout de trois jours, je me suis pratiquement battu avec lui. Il m'a dit « Je sors de l'école Vaugirard et je ne veux pas faire de la merde. » Je lui ai dit « Puisque je paye, quelle importance pour toi de faire de la merde ? ». Il a finalement tourné un très beau plan sur mes seules indications. C'est le plan où Vernon s'habille à la fin dans sa chambre, arrange son col dans la glace, pousse les volets – et le soleil pénètre dans la chambre –, va devant la glace : on frappe à la porte, etc. Ensuite j'ai eu Villard (qui est devenu l'un des cadreurs préférés de Decaë, avant d'être le chef opérateur de La Main chaude). Je ne m'entendais pas non plus avec lui, car il était prisonnier de ce qu'il avait appris et ne savait travailler qu'à la cellule. Je ne peux pas m'entendre avec un opérateur qui se sert d'une cellule. À partir du moment où il me dit « ce n'est pas possible, regarde la cellule ! », à partir de ce moment je sais que je ne peux pas travailler avec lui, car on doit travailler sans cellule et toujours en dessous de la cellule. C'était mon principe et c'était également celui, à l'époque, de Decaë. Et puis un de mes amis m'a envoyé Decaë : il était alors chez Jean Mineur, il faisait des films en noir et blanc pour la foire de Lyon, etc. Il m'a montré des choses qu'il avait faites, qui étaient du bon cinéma de documentariste, d'actualiste, mais le garçon m'a beaucoup plu et je me suis dit « voilà un type avec qui je vais sûrement très bien m'entendre » et je ne me suis pas trompé puisque je me suis tellement bien entendu avec lui que cela dure depuis quatorze ans. Decaë était pauvre comme moi, puisqu'il n'avait pas de cellule. Mes audaces ne l'effrayaient pas. Au contraire, c'était quelquefois lui qui en avait. Et ce fut une entente définitive. Jusqu'à la mort, ce sera comme ça. Je ne peux m'entendre à la vérité qu'avec un opérateur qui sait qu'on peut tout faire. À partir du moment où l'on sait qu'il va y avoir quelque chose sur la pellicule, il faut oser. »
La photographie, même avec un opérateur de qualité, se révéla d'une grande complexité. Le tirage et l'étalonnage furent extrêmement complexes, compte tenu du nombre de pellicules utilisées puisque achetées au marché noir : dix-neuf pellicules différentes, de la Rochester à l'Agfa en passant par la Kodak Vincennes et donc autant de bains différents et de temps de développement à calculer. De quoi rendre fou le plus patient des labos.
Le film, malgré toutes ces péripéties, fut présenté devant le jury de vingt-quatre résistants. Toutes les réponses furent positives sauf une, mais avant d'en connaître le résultat, Vercors avait indiqué qu'il ne tiendrait pas compte de ce vote. Il s'agissait en effet de Pierre Brisson, directeur du Figaro, invité en dernière minute et qui n'avait pas apprécié le poste de remplaçant en criant haut et fort : « Je ne suis pas le quatrième que l'on invite en dernière minute pour faire une partie de bridge ».
Le résultat étant positif, Vercors donne son aval pour la sortie du film. Mais les régularisations prennent beaucoup de temps avec les syndicats du fait de l'absence d'autorisation, de techniciens parfois non syndiqués, à commencer par Melville lui-même et Nicole Stéphane. Ceci explique le temps de sortie important entre la projection au jury le 11 novembre 1948 et la sortie publique le 22 avril 1949.
Malgré tous les problèmes, Melville parvint à faire sortir son film dans le plus grand réseau de distribution français de l'époque : le Gaumont-Palace-Rex. Toujours très ambitieux, il s'adressa directement à la Metro-Goldwyn-Mayer via Mr. King, responsable pour l'Europe. Melville lui raconta, hésitant, qu'il s'agit d'un film sans dialogue et, sans avoir dit le titre, il est interrompu par un « What a wonderful picture, il ne peut s'agir que du Silence de la Mer ! » Cette opportunité ne sera finalement pas la bonne, puisque c'est Pierre Braunberger, au courant du rendez-vous, qui finira par convaincre Melville de le lui donner. Jean Hellman, propriétaire du Rex, était partenaire de Gaumont-Palace. Menacé de briser l'alliance entre eux s'il sortait le film, mais l'ayant adoré, il n'hésita pas à casser le mariage. Alors, la Gaumont et Bernard Wibaux sortirent le film en concurrence avec le Rex, sortie qui marcha très bien dans les deux circuits pourtant dénués d'exclusivité.

## De la nouvelle à l'écran, l'adaptation
L'adaptation est ici atypique par rapport aux adaptations postérieures auxquelles Melville se confrontera. La survie du film tenait à une fidélité exemplaire à l'ouvrage, sous peine de voir le négatif passer par les flammes en cas de désaccord du jury. C'est ainsi que la fidélité au texte transpire tant sur le fond que sur la forme. Sur le fond, le film procède à de simples inversions narratives, introduisant par exemple au début du film une scène qui normalement devrait se passer à la fin, afin d'utiliser le procédé du flashback et faire raconter l'histoire par l'oncle : c'est la dernière page de la nouvelle qui est d'abord lue et qui enchaîne sur le début de l'ouvrage. Sur la forme, l'ouverture du livre par le passeur, au début du film, et le dernier plan qui fixe la dernière page imprimant les derniers mots prononcés, accentue l'impression de transcription littérale et encadre le film par la couverture du livre.
Melville n'était pas toutefois du genre à s'asservir à un livre, fût-il Le Silence de la mer. Outre le style du film et la touche personnelle du réalisateur, il a ainsi pris plusieurs libertés. Comme pour ses films suivants, il s'agit de modifications apparemment bénignes mais qui, en fait, changent la structure de l'œuvre, ou au moins l'orientent dans un sens qu’elle ne privilégiait pas nécessairement. Ces incrustations sont assez sournoises, au point que peu de spectateurs s'en sont rendus compte, en tout cas pas le jury.
La première liberté est la scène où la nièce continue seule la promenade commencée avec son oncle et rencontre dans la neige von Ebrennac en l'absence de tout témoin. Aucun dialogue n'est prononcé, ce qui aurait nécessairement fait réagir l'assistance, et ce qui aussi lui donne plus de force. Mais c'est une scène importante sur plusieurs points.
D'une part par sa mise en scène : le plan utilisé pour la rencontre introduit ce qu'il faut bien appeler un suspense ; cet artifice est cependant très figuratif : ce qui normalement réunirait les deux êtres est ici soigneusement évité par l'ignorance de la nièce et par le jeu habituel de l'officier c'est-à-dire en faisant mine d'être vu. De plus ce sont des plans fixes qui sont utilisés pour la nièce, qui expriment son attitude résignée et arrêtée, elle ne changera pas de position. En revanche pour von Ebrennac ce sont des travellings qui expriment inconsciemment l'intention d'agir du soldat qui ne perd pas une occasion de faire un pas de plus dans la réconciliation qu'il a entreprise dès les premiers jours. Après s'être croisés c'est pourtant deux routes opposées que les deux personnages emprunteront. Cela renforce le malaise créé par cette relation impossible et gardée secrète. C'est le premier thème cher à Melville : la mise à l'écart des tiers, et surtout lorsque cela touche une situation amoureuse ou sentimentale. L'oncle n'en devinera rien alors que la nièce soupçonnera immédiatement la rencontre entre l'oncle et l'officier à la Kommandantur. La femme est chez Melville celle qui par définition sait garder un secret. Le dernier personnage de Cathy dans Un flic fait sur ce point écho avec la nièce sur ce trait de caractère.
D'autre part par la thématique abordée : rien ou peu d'indices nous font suspecter qu'une idylle se trame dans le livre entre la nièce et l'officier, si ce n'est le discours de ce dernier. Melville par cette scène nous en donne la certitude pour mieux traiter ce deuxième thème favori : l'amour impossible, ici par le devoir et l'honneur.
La deuxième liberté est la scène du journal avec les paroles d'Anatole France. Ce journal sciemment posé par l'oncle afin que l'officier le voie en partant permet à nouveau de donner une dimension dramatique à l'œuvre : elle introduit non seulement une scène d'adieu qui continue à être fatalement silencieuse mais elle apporte aussi une nouvelle arme des dieux contre Ebrennac qui se voit asséné un nouveau coup au cœur : déjà contraint de partir selon sa conscience pour accomplir son devoir de soldat, celui-ci est contrarié une nouvelle fois par une sage parole qu'il sait être juste. Mais il est rappelé à son devoir par la sentinelle à l'attitude parfaitement claire : il lui est difficile de ne pas interpréter le départ tardif d'Ebrennac comme un acte de trahison, qui nous rappelle la double prison dans laquelle son officier se trouve : l'armée pour le musicien, la guerre et le parti nazi pour l'homme. On retrouve ici une touche très melvillienne et qui au lieu de souligner la thématique du livre y ajoute du sens. C'est par cette nouvelle démarche positive que Melville s'affirme créateur d'une œuvre éminemment personnelle ayant seulement pour base une adaptation. La citation d'Anatole France n'est pas sans nous rappeler la situation du cinéaste, qui désobéissant à des ordres criminels du syndicat et de la profession nous a donné ce beau film et ceux qui ont suivi.
La troisième liberté est l'ensemble de la mise en scène de la permission à Paris, qui n'est décrite dans le livre que par le récit vague qu'en fait Ebrennac ; elle apparaît bien plus élaborée dans le film. Au début de la première permission, on ne voit pas d'Allemands dans les rues, car Ebrennac lui-même ne les voit pas, il ne voit que Notre-Dame, le Pont au Change ou le Carrousel du Louvre. La révélation pour lui de ce qu'est vraiment l'Occupation et ses conséquences ne prend réellement forme qu'après la soirée qu'il passe avec ses camarades. C'est à la deuxième permission que l'on voit des Allemands de partout, parce que lui les voit et qu'ils le gênent.
Le douloureux problème des camps d'extermination est abordé avec les appellations Nacht und Nebel, Treblinka et le rendement des chambres à gaz, le portrait insistant d'Hitler. C'est un point totalement absent chez Vercors et qui tient de la seule création de Melville. Il ne fait aucun doute que l'avertissement lancé au début du film trouve sa pleine justification dans cette scène où il est exposé explicitement que les Allemands connaissaient l'existence des camps, ce qui est une discussion encore très polémique en 1947, moins d'un an après le procès de Nuremberg. Le peuple allemand est ici présumé savoir, à moins d'être un Werner von Ebrennac, avec des œillères et rêveur à l'Europe unie de demain, perdu dans ses livres et sa musique. Le personnage prend une telle candeur devant son ami, que le malaise est encore plus grand.
Il faudra attendre le film Shoah de Claude Lanzmann, trente ans plus tard, pour évoquer ce problème avec autant de franchise. Cette prise de position de Melville est plus qu'un acte de création, c'est un plaidoyer politique comme il ne se hasardera plus à le faire par la suite.
Une quatrième liberté serait la trame amoureuse, liberté entre guillemets, car elle est présente chez Vercors, mais Melville l'accentue. La rencontre dans la neige évoquée plus haut en fait partie. Mais c'est aussi l'histoire de la relation de von Ebrennac avec la jeune fille allemande et la réponse de mise en scène plus qu'explicite que Melville en donne. À la réplique d'Ebrennac : « j'étais effrayé pour toujours à l'égard des jeunes filles allemandes » Melville oppose le sourire triomphant de la nièce qui manifestement exulte en elle-même sans que l'officier n'en voie rien.
Traiter la veine amoureuse était un problème épineux qui pouvait rapidement faire tomber le film dans l'écueil d'une parodie puritaine. Il n'en est rien. Cela est très vraisemblablement dû au découpage et au montage qui éludent soigneusement tout contact physique ou même toute relation visuelle. L'idée de l'obsession par le rêve et transcrite comme telle dans le film a été envisagée, et même partiellement tournée. Mais le pari était trop risqué, et il paraît probable que Melville aura préféré garder la situation la plus pure possible dans la version définitive. Ainsi une séquence où Nicole Stéphane et Howard Vernon s'enlacent a été coupée au montage final, et le film gagne en intensité. De plus, il y a toujours le risque d'un souvenir de ce type d'images oniriques dans l'esprit du spectateur qui polluerait l'impression laissée par cette histoire d'amour par définition impossible. On reconnaît bien là la touche pure et pudique propre à Melville dans la relation amoureuse, surtout lorsque celle-ci est compromise par un élément extérieur aux intéressés. Ce sera principalement le cas dans Léon Morin, prêtre où cette fois le rêve sera explicitement traité (le livre l'évoquait à la différence du Silence de la Mer), mais avec cette pudeur volontaire de ne rien montrer.
Une autre explication est justifiée : celle d'une expérience cinématographique nouvelle sur la forme. Melville voulait tenter cette expérience de l'anti-cinéma :
« Je voulais essayer un langage constitué uniquement d'images et de sons, d'où le mouvement et l'action seraient pratiquement bannis ».
La nécessité de faire un film lisible, et surtout susceptible de passer la censure du collège de résistants, a influé sur cet objectif ambitieux, mais la tendance est là.
La mise en scène dévoile quant à elle de multiples finesses. Parmi elles :
Les mains dessinées par Cocteau sur le carré de soie imprimée dans la nouvelle de Vercors et dans le film autour des épaules de Nicole Stéphane  ne sont pas plus décrites que « dix mains inquiétantes se désignaient avec mollesse ». Melville en a fait un symbole particulièrement fort dans le film. La nièce porte le foulard tard dans la narration et les mains dessinées sont plus qu'inspirées de celles de la coupole de la chapelle Sixtine par Michel-Ange : Dieu tend la main à Adam, la nièce au désespoir est prête à tendre la sienne à l'officier, ou encore la Belle est prête à s'offrir à la Bête. Mais il est trop tard, la tragédie a déroulé le destin qui emporte Ebrennac loin de France et le voilà chassé du Paradis qu'il s'était provisoirement créé.
La neige joue un rôle également essentiel dans le film. On sait que Melville répéta la photographie de ses extérieurs lorsqu'il eut la chance d'avoir des paysages enneigés. La neige est un élément affiché dans la nouvelle, le froid ajoutant à l'antipathie de l'Occupation. L'image de la guerre reste toujours associée au froid et aux hivers rigoureux sans chauffage. Mais l'utilisation de la neige par Melville a son côté symbolique à plusieurs égards. « Sa présence dans le paysage contribuait à donner l'impression d'infinie mélancolie et d'intériorité ». Les rencontres se font sur la neige. Le Silence de la Mer ; un titre qui peut paraître peu à propos et qui pourtant est l'illustration que sous le calme apparent de la surface des eaux, c'est la terrible « mêlée des bêtes de la mer » qui se trouve soudain révélée, et toute « la vie sous-marine des sentiments cachés, des désirs et des pensées qui se nient et qui luttent ». La neige est par exemple la surface des eaux pendant la rencontre de la nièce et d'Ebrennac, créée de toutes pièces par Melville, mais sous ce manteau neigeux se dissimulent tous les sentiments torturés et le tumulte intérieur que ressentent les deux personnages qui, tant bien que mal, essaient de garder la face. De plus, la neige, par son côté éphémère, ajoute au drame. « Elle est pourvue d'un symbolisme subtil et polyvalent qui modifie insidieusement l'action, l'affecte en quelque sorte d'un coefficient moral permanent. L'idée d'entourer [une] aventure par la neige est une trouvaille spécifiquement cinématographique. »
Ebrennac apparaît comme le premier personnage en marge de Melville. Artiste chez les militaires il est improductif et vomit sa tâche quotidienne. Il ne respire que devant une étagère de livre ou le clavier d'un orgue, et pas sur une tourelle de tank ou dans un bureau de la Kommandantur. Héros melvillien par excellence, complexe, viril, élégant, empreint de dualité, il cherche son devoir chez les hommes et désespère de le trouver hors de la route qu'il pensait être sienne. Manipulé par la guerre et ses maîtres, et n'est pas l'agent de sa chute, il est victime de cette destinée fatale, nœud de la tragédie melvillienne.
Fin stratège dans cette guerre de position qu'il mène contre ce vieil homme et cette jeune femme, il part chaque jour à l'assaut des tranchées creusées par ses hôtes. Il ne commet jamais d'erreur, tire toujours le meilleur parti d'une situation qui semble ou perdue d'avance ou pour le moins défavorable. Il ne faut en aucun cas être dupe de la part de manipulation qui réside certainement dans l'esprit de von Ebrennac lui-même. Il demeure un militaire, pétri de ce comportement de conquête : « tu y entreras botté et casqué », lui disait son père, il le fit. Mais c'est ainsi qu'il part aussi à la conquête des cœurs avant plus perfidement de pratiquer l'infiltration en terrain ennemi par la tenue en civil.
Le repli des Français, le silence qui est leur arme absolue dès la première minute, ne tardera pas à se retourner contre eux. Instrument de tous les sous-entendus il se révèle incapable de masquer la réalité des sentiments. La contre-attaque est la domination du terrain par Ebrennac, totale, sur tous les fonts : auditif par sa voix, physique par ses déplacements constants dans la pièce exiguë.
Dans ce monde qu'Ebrennac s'est construit, cloisonné entre les quatre murs de cette petite pièce, et de son bureau de la Kommandantur tout aussi minuscule, la découverte tardive du vrai visage du fascisme n'en est que plus destructrice pour lui. Tout à Paris lui exprime la grandeur et la décadence de l'idéologie à laquelle il doit adhérer. Ses amis vivent dans les immenses hôtels de la capitale, la Kommandantur occupe la rue de Rivoli, son ami a un bureau gigantesque place de l'Opéra. L'impression d'espace crée un malaise d'autant plus important que la beauté des lieux rassure dans l'harmonie d'une politique trop bien huilée pour être digne de confiance. La guerre oblige Ebrennac à renier le meilleur de lui-même, aimer et être aimé.
Il faut ajouter un mot sur la prestation de Howard Vernon. L'homme lui-même, empreint de féminité certaine ajoute à l'ambiguïté et à la gêne que procure son personnage. Le rejet initié du personnage par le scénario est contrebalancé par l'attirance que le spectateur peut avoir pour lui. Attirance esthétique, traits lisses et purs, beauté de corps et d'esprit, pudeur et respect. Douceur dans la force, le paradoxe est là et par ce phénomène d'attraction-répulsion Melville imprime à nouveau l'ambiguïté à son personnage.
Le film de Melville n'est pas un éloge de la vertu, mais un éloge des ambiguïtés fondamentales des rapports humains et des prises de positions idéologiques. Les éléments affirment leur domination sur l'Homme, et lui montrent avec éclat son impuissance. L'homme dans la guerre vit un monde implacable qui condamne ses aspirations essentielles. Melville, très marqué par cette période, en fera trois films : c'est ici le premier volet, le militaire dans la ville. Dans Léon Morin, prêtre il s'agira de traiter des civils dans la ville, et dans L'Armée des ombres des civils dans la guerre.
Tout dans Le Silence de la Mer nous annonce le Melville des films postérieurs. Les sentiments contradictoires et ambigus des Enfants terribles et du Samouraï, l'art du non-dit d'Un flic, l'impossibilité de prendre un parti intenable entre le bien et le mal dont l'expression paroxystique sera Le Doulos, ou supporter les combats intérieurs communs à tous les hommes malgré les oppositions apparentes (toutes les relations flics-truands en général).

## Influence du film
Avant d'évoquer l'influence proprement dite que le film a eu sur les cinéastes de la Nouvelle Vague en particulier et sur le cinéma en général, il est bon de rappeler objectivement que ce film est aussi le produit d'influences subies par Melville et qu'il ne cache pas. C'est notamment celle d'Orson Welles, quelques années seulement après le choc technique et visuel de Citizen Kane. Les problèmes de profondeur de champ sont depuis abordés différemment mais Melville se réclame d'Orson Welles pour l'élaboration de certains plans techniquement difficiles à l'époque.
C'est le cas notamment de la séquence du petit déjeuner, remarquable par la forme. Le plan est composé de trois champs : la bouilloire au premier plan, nette, l'oncle et la nièce au centre, nets également, et Ebrennac au fond net à son tour, en dépit du soleil éblouissant qui peut donner faussement une impression contraire. Ce plan est explicitement inspiré de celui du suicide dans Citizen Kane avec la particulière netteté du flacon médicamenteux, du verre et de la cuillère au premier plan, le lit à mi-champ, et l'intervention de Welles accompagné en arrière-plan.
Plus qu'un acte de respect et d'allégeance au maître inventeur de ce procédé, c'est une volonté de rompre avec le cinéma classique et d'importer en France cette nouvelle génération de cinéma novateur et créatif. Ce sera notamment le cas par la suite chez Melville avec les transparences en voiture ou les décors réels à l'aube.
Dans ce film, Melville pratique un jeu pétri d'intériorité par trois comédiens inconnus. Il refuse le maquillage et le jeu proprement dit. C'est typiquement ce qui sera repris plus tard, d'une certaine façon, par Robert Bresson.
On connaît la vieille querelle des cinéphiles qui cherche toujours qui de Melville ou de Bresson a copié l'autre. Melville affirme à Rui Nogueira dans ses entretiens la chose suivante : « Il m'arrive parfois de lire, « Melville bressonise ». Je suis désolé, c'est Bresson qui a toujours melvillisé. Revoyez Les Anges du péché et Les Dames du bois de Boulogne, et vous verrez qu'ils ne sont pas encore du Bresson. Par contre, si vous revoyez le Journal d'un curé de campagne, vous vous apercevrez que c'est du Melville ! Le Journal d'un curé de campagne, c'est Le Silence de la mer ! Il y a des plans identiques, par exemple, celui où Claude Laydu attend le train sur le quai de la gare est le même que celui de Howard Vernon dans mon film. Et la voix off du récitant... Robert Bresson d'ailleurs, ne s'en est pas défendu auprès d'André Bazin quand celui-ci lui a demandé un jour s'il n'avait pas été influencé par moi ».
Le film a eu aussi une influence non négligeable sur la nouvelle Vague à plusieurs égards par ses méthodes de tournage notamment :
D'une part, pour la rue : sans autorisation et en toute liberté. Il ne faut pas oublier que l'on est en 1947 au moment du tournage et que mettre un uniforme nazi dans les rues de Paris imposait de filmer plus qu'à la sauvette. Melville a par exemple dû être très rapide pour filmer l'arrivée de Vernon à l'hôtel Continental rue de Rivoli (siège historique de la Kommandantur) où il a mis deux sentinelles allemandes, sans autorisation bien sûr.
Il en est de même quand Vernon rentre de Paris et qu'il achète des allumettes au tabac. Cette scène a été tournée dans un petit village près de Paris, Melville ne faisant pas tout à fait comprendre ses intentions à la tenancière des lieux. Il s'agissait de garder la fraîcheur et la spontanéité de comédiens improvisés, ce qui est particulièrement bien rendu, un froid naissant de la vue de l'officier nazi en uniforme qui est prise largement dans le contexte de l'histoire comme une haine de l'occupant et non comme la surprise et l'incompréhension qui régnait effectivement sur le tournage improvisé. La scène a été tournée si vite et avec un tel amateurisme que l'écriteau « Accès interdit aux juifs » que Melville avait préparé à l'avance ne figure que pour moitié dans le plan final de l'entrée du café-tabac.
D'autre part financièrement : comme il était hors de question tant budgétairement que moralement de mettre de la figuration allemande sur toutes les places de la Concorde, de la Madeleine ou de l'Opéra, Melville se servit de stock-shots en filmant exactement le contre-champ de ceux qu'il avait pu acquérir avant le tournage. L'utilisation des stock-shots permit donc un tournage rapide et furtif, Vernon ne sortant de la voiture de Melville que quand le plan ne présentait pas de risque d'être filmé. D'autres bricolages de metteur en scène permirent de tourner à moindre coût des scènes qui auraient pu se révéler onéreuses. C'est par exemple la scène de Chartres : on voit la cathédrale filmée par Melville puis un panoramique fondu et enchaîné sur les ciels de Chartres et de Paris pour rejoindre un tank allemand entreposé à l'École militaire. Pas de reconstitution en studio, pas de maquette, pas de transport d'équipe loin de Paris, bref, à l'économie. Rappelons que le film ne coûta que 120 000 francs, ce qui est dérisoire comparé aux coûts moyens de l'époque : 30 000 francs pour les droits, 30 000 francs pour l'enregistrement aux Concerts Colonne avec 120 musiciens, 60 000 francs pour tout le reste.
Le film a été aussi le premier à bouleverser les institutions cinématographiques françaises, comme le dit Melville :
« C'était la première fois que l'on tournait un film de fiction avec des acteurs dans des décors naturels, la première fois qu'on essayait d'ébranler les structures syndicales, omniprésentes et dictatoriales du système de production français, voire mondial. Le système patronal des producteurs ne m'acceptait pas. André Paulvé, l'un des grands producteur-distributeur français de l'époque est allé jusqu'à dire au directeur de la programmation de chez Gaumont, Bernard Wibaux, « si vous sortez Le Silence de la mer je ne vous donne plus aucun de mes films »
Au lendemain de la projection du Silence de la mer, Cocteau invite Melville au Véfour et lui demande de faire Les Enfants terribles.
Melville : « Le Silence de la mer a suffisamment impressionné un certain nombre de garçons pour que plus tard, l'idée leur vienne d'en faire autant. C'est-à-dire que comme ils n'avaient pas beaucoup d'argent ils se sont dit qu'ils pourraient faire « comme Melville ». Ils se sont inspirés de nos modes de tournage « économique » mais c'est le seul point commun que nous ayons eu. D'ailleurs dès qu'ils en sont arrivés à leur deuxième ou troisième film ceux-ci se sont teintés d'intellectualisme, chose dont je me méfie beaucoup. Je ne crois pas que l'intellectualisme ait sa place dans un spectacle. Ceux qui veulent faire des films pour un petit nombre de spectateurs se trompent : il faut faire des films pour le plus large public possible sans pour autant faire toutes les concessions. » 
« Je ne sais pas si le film était beau. Mais pour une première tentative de cinéma intellectuel et poétique, pour cette tentative de cinéma où l'action n'existe pas, et où n'entrait pour ainsi dire rien de ce que l'on a l'habitude de voir sur l'écran, je crois que Le Silence de la mer était un sujet assez exceptionnel ».
Le film a aujourd'hui une place plus respectable dans le rang des films intellectuels documentaires plus que dans l'histoire du cinéma alors que c'est justement l'inverse qui devrait se produire. Le film, par son originalité de conception, est majeur pour l'histoire du cinéma et mineur comme documentaire puisqu'il s'agit d'une fiction romancée à nouveau par Melville.
Peu de gens ont marqué leur désapprobation sur la trame du film et indirectement de la nouvelle. André Gide a marqué ses réticences quand il aurait voulu voir une histoire d'amour très lyrique. Ado Kyrou est plus sévère : « le plus gênant était l'attitude raciste de la jeune fille qui manifestement amoureuse d'un Allemand prêt à tout abandonner, à renier le nazisme pour elle, ne voit en lui que l'aspect du militaire occupant. Au lieu de le sauver, elle l'envoie à la mort. »
Melville, qui entretenait un rapport très particulier à la fiction, disait beaucoup aimer « l'histoire de cet amour détruit par deux imbéciles ». Melville pratique souvent ces remarques qui paraissent démolir son film. Il fait de même pour Léon Morin, prêtre en disant qu'il s'agit « d'un prêtre sadique qui s'amuse à faire tomber les femmes amoureuses de lui ». Cette vision réductrice est toute à l'honneur de Melville. Il a donné à son film un rythme que certains ne surent pas voir en lui reprochant un aspect statique. Le rythme du film est celui de la France occupée, un rythme intérieur, des cœurs blessés par la défaite et la capitulation, trompés par les duperies de la collaboration et de la relève, des cœurs qui s'engagent dans la résistance. Non pas une résistance héroïque et parfois désespérée du combat contre un occupant tout puissant, mais une résistance contre l'amour entre les hommes ; la résistance du silence et de la colère, d'autant plus meurtrière que si elle ne cause pas la mort d'hommes, elle entraîne la mort d'un amour et un départ qui ressemble à un suicide de l'Homme.
« J'ai voulu abolir le compartimentage traditionnel de la réalisation cinématographique. » — Jean-Pierre Melville.